# Charles Ledger
Pour les articles homonymes, voir Ledger.
Charles Ledger (1818-1906) a été remarqué pour ses travaux en rapport avec la quinine. 

## Biographie
Il est né à Londres, le 4 mars 1818. Après avoir quitté l'école, il est parti en Amérique du Sud et en 1836 devint employé de bureau dans un bureau commercial à Lima. Ensuite, il est devenu expert en laine d'alpaga et, en 1842, a commencé l'activité de distribution de produits locaux. En 1847, il s'est occupé d'élevage de moutons et de bovins à mi-chemin entre Tacna et La Paz avant de partir pour Sydney en 1852 afin d'enquêter sur la possibilité de l'introduction de l'alpaga en Australie. Il est retourné en Amérique du Sud et en 1859 il réussit à mettre plusieurs centaines d'alpagas sur pâture à Sydney alors que leur exportation était interdite. Ledger fut payé 15 000 £ et reçut une patente pour la gestion de cet élevage. Mais la tentative de les acclimater en Australie fut un échec malgré tous ses efforts. Il est alors reparti en Amérique du Sud en 1863 et a tourné son attention vers un autre difficile commerce.
L'écorce de l’arbre quinquina qui produit la quinine, grandit en Équateur, au Pérou et en Bolivie mais nul n’est autorisé à l'exportation, que ce soit des arbres ou des graines. Les arbres ont été coupés en grand nombre sans être remplacés, il y avait donc un certain danger pour qu'ils disparaissent. Quelques graines et plantes avaient, auparavant, été introduites en Europe et en Asie par Hugh Algernon de Weddell en 1848, et Sir Clements Markham réussit, plus tard, l'acclimatation en Asie et en Indes orientales néerlandaises  d’arbres en provenance du Pérou et de Bolivie. Ledger trouva, toutefois, une meilleure variété, maintenant connue sous le nom de Cinchona calisaya (aussi appelé Cinchona Ledgeriana), et en 1865, recueillit avec grande difficulté plusieurs kilos de semences. Pour sa participation dans ce travail, un serviteur Indien nommé Manuel Incra Mamani fut arrêté en Bolivie et battu si sérieusement qu'il en décéda. Les graines furent expédiées à Londres où certaines d'entre elles ont été achetées par le gouvernement néerlandais. Des graines furent également envoyées en Inde et au Queensland, cependant, les arbres ne semblent pas avoir été cultivés en Australie.
En 1883, Ledger est retourné une dernière fois à Sydney et, en 1884, a pris une ferme à environ 30 km de la ville de Goulburn en Nouvelle-Galles du Sud. Ayant perdu sa fortune à cause des échecs, Sir Clements Markham et d'autres se sont mobilisés, dès 1890 afin de lui obtenir, de la part de l'Inde et du gouvernement néerlandais, des avantages. Ce fut tout d'abord refusé, mais en 1897, pour son 79e anniversaire, il reçut des informations l’informant que le gouvernement néerlandais lui avait accordé une rente annuelle de 100 £. Il est décédé neuf ans après en 1906.
Ledger a rendu un grand service à l’humanité en ayant rendu possible la culture de millions d’arbres quinquina en Inde et à Java, tous issus de ses graines sud-américaines. En 1900, les deux tiers de l'offre mondiale de la quinine venait de Java, et plus de 40 ans plus tard, c’était toujours le Cinchona calisaya qui donnait le meilleur rendement en quinine (Harper's Magazine, août 1943, p. 278).